# Hádanka
Hádanka je „drobný slovesný projev v podobě hříčky, která v náznaku předkládá určitý problém, k jehož řešení lze dospět důvtipem“ nebo logickou úvahou.

## Charakteristika
Už Aristotelés definoval hádanku jako metaforu, k čemuž se také hlásila většina folkloristů. Známí folkloristé Alan Dundes a Robert Georges definovali hádanku jako „tradiční slovní vyjádření, které obsahuje jeden nebo více popisných prvků, z nichž některé mohou být v protikladu; to, k čemu prvky odkazují, to, co zastupují, má být uhádnuto.“
Hádanka patří k malým folklórním žánrům, společně s pořekadly, příslovími, pranostikami, zaříkáními, lidovými nápisy nebo dopisy. Krátké ustálené slovesné výrazy se nazývají paremie, zabývá se jimi paremiologie
V hádankách jsou obsaženy vědomosti, názory, tradiční společenské normy, stereotypy a hodnoty praktické i sociální zkušenosti. Hádanky podobně jako další formy lidové slovesnosti poukazují na způsob chápání světa.
Lidová hádanka je často součástí jiných žánrů, typicky pohádky. Velmi často se v pohádkách vyskytuje, pokud se o něco soutěží. Známý je příběh princezny Turandot, která svým nápadníkům zadává obtížné hádanky, aby se jich zbavila.

## Původ slova
Slovo „hádanka“ je velmi staré. Původ můžeme hledat v indoevropských jazycích (gátha v sanskrtu znamená píseň, gáthá verš, sloku), ve staroslovenštině slovo gadeti znamenalo rozmýšlet a hovořit. Do doby národního obrození se místo termínu hádanka používalo pohádka.

## Soupeření hádankářů
V některých tradicích jsou známé hádankářské souboje. Ty byly obvyklé již v Indii, v Talmudu je také líčen takovýto souboj, odkazy na ně jsou i v arabské tradici. Ale vrcholem hádankářských soubojů je souboj mezi králem Heidherekem a bohem Odinem v Hervarasaze. Odin tu hraje s králem o život.
Severské hádankářské souboje byly předlohou i pro Tolkiena. V knize Hobit je popsán hádankářský souboj mezi Bilbem a Glumem.
Český svaz hádankářů a křížovkářů (ČSHAK), byl založen v roce 1968 a sdružuje české i slovenské tvůrce i luštitele hádanek, křížovek, sudoku, různých logických, početních a jiných úloh.

## Historie
Hádanka má kolébku zřejmě na východě, český filolog a literární historik Václav Flajšhans uvádí, že pod vlivem syrských, arabských a hebrejských hádanek, vznikají křesťanské hádanky.
V Indii nalézáme hádanky již ve védách. Svědčí to o tom, že hádanka byla pevnou součástí tamního života „hótar, rší i bráhman dávali je králům a královnám při velikých obětech, zápasy pěvců luštily jich celé řady, byly mezi nimi mnohé záhadné a ještě více necudných anebo dvojsmyslných, také královnám předkládaných.“

Velmi známá je řecká hádanka thébské sfingy:
Zvíře ráno čtyřnohé, v poledne dvounohé a večer třínohé.
Římské hádanky byly ovlivněné řeckými. Symphosius v 5. století sepsal sbírku hádanek. Symphosiova sbírka se stala vzorem pro pozdější hádanky středověké.

## Hádanky ve sbírkách
Studii o evropských a českých sbírkách hádanek nejuceleněji podal V. Flajšhans v roce 1926 v Národopisném věstníku českoslovanském . Srovnávacím výzkumem hádanek se zabýval Anti Aarne. Dle Flajšhanse měli nejlepší sbírky Finové a Estonci.
První větší sbírku hádanek vydal v roce 1783 Fin Christfrid Gannander, na jeho práci navázal v roce 1844 Elias Lönnbot. První moderní vědeckou sbírku, s udáním pramenů, variant, paralel a výkladů, vydal v roce 1877 Francouz Rolland.
Nejstarším pramenem českých a slovenských hádanek je Klaretova sbírka Enigmaticus z roku 1360. Tato sbírka obsahuje 150 hádanek, ale neobsahuje jejich řešení, což je pro středověké sbírky typické.
Hádanka se vyskytuje i v Mastičkáři, to může být považováno za doklad, že mohly být v lidovém prostředí obscénní. Ale o středověkých hádankách v lidovém prostředí téměř nic nevíme.
Jan Jeník z Bratřic ve své sbírce Bohemica z roku 1838 má i kapitoly věnované hádankám. Tyto hádanky nepodléhají cenzuře, nalezneme zde hádanky sprosté.
Lidové hádanky nalézáme i ve sbírkách Čelakovského, Erbena, Němcové, Bartoše a dalších.

## Druhy hádanek
Hádance nebyla, na rozdíl od jiných folklorních žánrů, nikdy věnovaná přílišná pozornost. Tudíž není přesně definované dělení. Obecně se hádanky dělí do několika základních skupin. První je tematická kategorie, hádanky jsou tříděny podle toho, zda jsou o přírodních jevech, rostlinách, živočiších, materiálním světe člověka atd. Dále podle toho, jestli jsou to slovní hry, počtářské hádanky, hádanky – vyprávění (to je již přechodný stupeň mezi lidovou prózou), jestli pojednávají o písmenech abecedy.
Hádanky můžeme rozlišit na hádanky založené na metafoře (Sedí pán na střeše, kouří a nekřeše. – Komín), slovní hříčky (Která rána létá? – Vrána) a početní úlohy (Půl deváta bez půl páta a dvě a půl třetí? – Půl deváta).

Hádanky můžeme dělit i z hlediska formy. Může se jednat o meforicko-metonymické, ty jsou vždy doplněné otázkami Co je to?, nebo Kdo je to?, např.:

Bača bohatý

valach rohatý

pole nemerané

ovce nečítané

(Slnko, mesiac, nebo hviezdy)
Nebo hádanky-přímé otázky:
Co je nejcennější na světě? (Zdraví)
Který pták má na ocase raka? (Straka)
V současné době je nejrozšířenějším typem nepravá, nebo žertovná hádanka. Její řešení není skutečné. Velmi často tyto hádanky nacházíme v dětském folklóru. Jsou spíše anekdotami nežli hádankami.
Je to za rohem a je to červené. (rajče na útěku)
Je to černý a bílý a černý a bílý a černý a bílý a černý a bílý ... a červený. Co je to? (Tučnák co padá z kopce).
Hádanky je také možné dělit na lidové a umělé, ale často je těžké určit hranici. Oba proudy se totiž ovlivňovaly.

Zvláštním druhem je hádanka vexační neboli likvidační. K jejímu uhodnutí je třeba speciálních znalostí nebo zvláštního důvtipu. Často se vyskytuje v severské tradici, jelikož tam byly běžné hádankářské souboje. V takovém případě hádanka sloužila jako prokázání příslušnosti k nějaké sociální skupině. Například severská hádanka o bohu Ódinovi:
Má to tři oči, deset nohou a jeden ocas. (jednooký Odin na osminohém koni Sleipmiru). 
V českém prostředí se vexační hádanka vyskytuje spíše jako parodie. Někdo obyčejný zesměšní např. krále, tím že odpoví vtipně a vyvázne smrti.
Hádanky mohou být i kresební.